# Briggs & Stratton
.

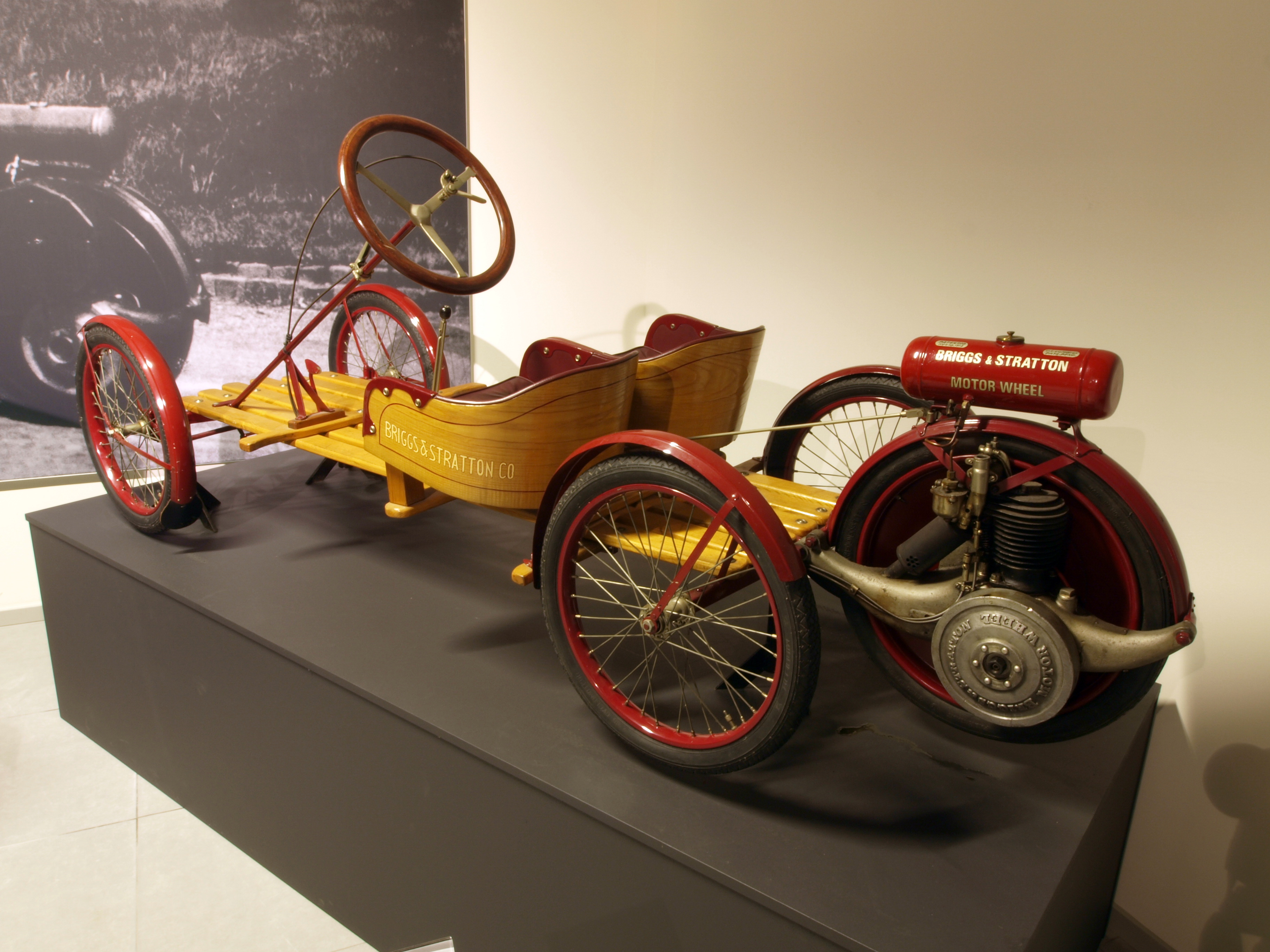
Briggs & Stratton Flyer uit 1920

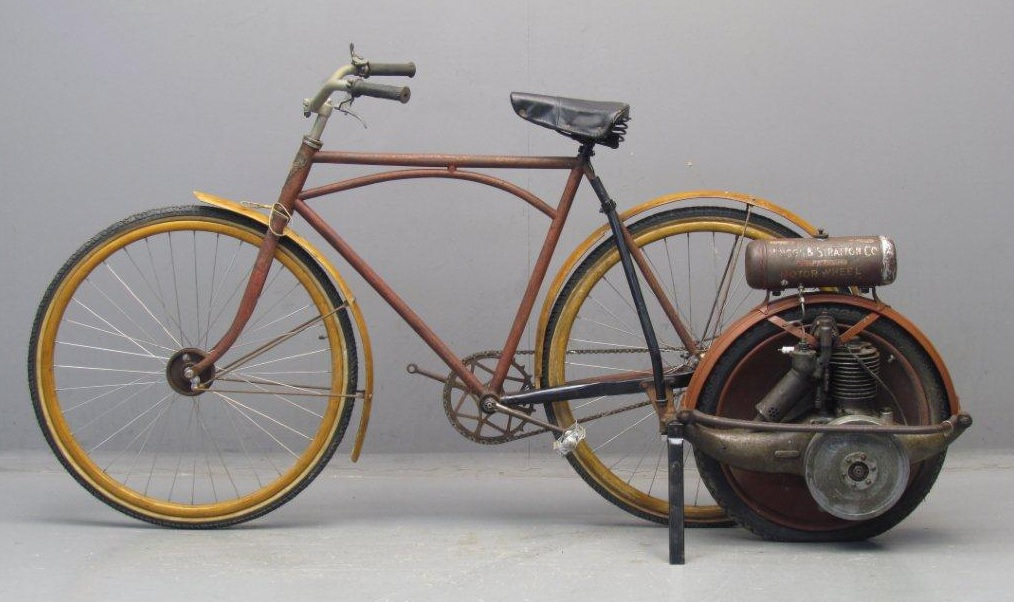
Briggs & Stratton Motorwheel aan een Iver-Johnson fiets

Briggs & Stratton is een producent van luchtgekoelde benzinemotoren. Het werd opgericht in Milwaukee maar is tegenwoordig gevestigd in Wauwatosa.
In 1908 gingen ingenieur Stephen Briggs en investeerder Harold Stratton een informele samenwerking aan met de bedoeling automobielen te gaan produceren. Ze namen het bedrijf Smith over. Dat bedrijf maakte het A.W. Wall "autowheel", waarmee allerlei soorten lichte voertuigen konden worden aangedreven. Briggs & Stratton bouwden op basis van deze externe motor een cyclecar, de Briggs & Stratton Flyer. Het was de goedkoopste auto van de Verenigde Staten. Hij kostte slechts 125 à 150 dollar. De verkoop werd echter geen succes en al snel ging men over tot de productie van auto-onderdelen voor andere fabrikanten en van kleine benzinemotoren, die als inbouwmotor konden worden gebruikt. Briggs kocht een motorpatent van een ander bedrijf, A.O. Smith, dat geisers en boilers maakte. Met dit patent gingen Briggs & Stratton wasmachines produceren. In 1928 ging het bedrijf naar de beurs. Tijdens de Tweede Wereldoorlog maakte men generatoren voor militair gebruik. Omdat deze licht gebouwd moesten worden kon men kennis op doen over het gebruik van aluminium (tot dat moment werden alle motorcomponenten van gietijzer gemaakt). Deze ontwikkeling, samen met de enorme groei van buitenwijken (met gazons) in de jaren vijftig zorgde ook voor een uitbreiding van het bedrijf, dat zich ging toeleggen op de productie van gemotoriseerde grasmaaiers. Stephen Briggs kocht de merken Evinrude en Johnson Outboards en richtte de Outboard Marine Corporation op. Harold Stratton bleef voorzitter van de raad van bestuur tot aan zijn dood in 1962. Zijn zoon Frederick P. Stratton nam zijn functie over tot aan zijn pensioen in 2001. Stephen Briggs overleed in 1976. In 1995 verkocht Briggs & Stratton de auto-onderdelentak. Daarna ging men steeds meer bedrijven die lichte benzinemotoren maakten opkopen. Daardoor werd het bedrijf een van de grootste producenten van inbouwmotoren voor grasmaaiers, tuinfrezen, sneeuwscooters en karts.
- Library of Congress Control Number: n85061881
- Virtual International Authority File: 155999710